# Гойтейн, Шломо Дов
Шломо Дов Гойтейн (нем. Shlomo Dov (Fritz) Goitein; ивр.  שלמה דב גויטיין‎; 3 апреля 1900 — 6 февраля 1985) — немецко-еврейский этнограф, американский историк, арабист и востоковед, известный своими исследованиями жизни средневековых евреев в исламских странах.

## Биография
Шломо Дов (Фриц) Гойтейн родился в Бургунштадте в южной Германии. Его отец, доктор наук Эдвард Гойтейн, был уроженцем Венгрии и принадлежал к семье потомственных раввинов. Фамилия Гойтейн предположительно связана с г. Коетин в Моравии, откуда семья была родом. Он получил как светское, так и религиозное образование. В 1914 году его отец умер, и семья переехала в г. Франкфурт-на-Майне, где он закончил своё обучение в школе и университете.
В течение 1918—1923 годов он изучал арабский язык и ислам во Франкфуртском университете, параллельно продолжая религиозное образование с частным преподавателем, был лидером сионистского молодёжного движения. В 1923 году, вместе с Гершомом Шолемом, он совершил алию в Палестину. В течение 4-х лет он жил и преподавал в Хайфе, пока не был приглашен в качестве преподавателя в Еврейский университет в Иерусалиме, созданный двумя годами раньше.
В Иерусалиме он женился на Терезе Готтлиб (1900—1987 гг.), преподавателе ритмической гимнастики, сочинявшей песни и игры для детей. У них было трое детей: Аяла, Офра и Элон.
В 1957 году Гойтейн был приглашен в Пенсильванский университет в Филадельфию (США) в качестве профессора арабского языка, и занимал этот пост до 1970 года. Он продолжил свои исследования в Институте перспективных исследований в Принстоне.
Гойтейн умер 6 февраля 1985 года, в день, когда он отправил в печать последнюю часть 5-го тома его труда «Средиземноморское общество».

## Академическая карьера
В 1918—1923 гг. Гойтейн учился в университетах Франкфурта и Берлина, изучал историю ислама под руководством Йозефа Хоровица (Joseph Horowitz) и защитил докторскую диссертацию под названием «Молитва в Коране». Он также продолжал изучать еврейские предметы.
С 1924 года он преподавал Танах и иврит в Хайфской реальной гимназии. В 1927 году он написал пьесу «Пулселина» («Pulcellina»), посвященную убийству евреев в результате кровавого навета в г. Блуа (Франция) в 1171 году.
В 1928 году Гойтейн начал преподавать историю и изучение ислама в Еврейском университете в Иерусалиме (с 1947 года — профессор).
Он стал основателем «Школы исследования Азии и Африки» и «Израильского общества востоковедения». В 1928 году Гойтейн начал свои исследования языка, культуры и истории евреев Йемена. В 1949 году он выехал в г. Аден, где проводил опросы среди 50 тысяч евреев, бежавших в этот город со всех частей Йемена, перед тем как они были эвакуированы воздушным путём в Израиль в рамках операции «Орлиные крылья».
В 1938—1948 годах он исполнял обязанности инспектора департамента образования подмандатной Палестины, отвечавшего как за еврейские, так и за арабские школы и опубликовал несколько книг, посвященных изучению Танаха и иврита.
В 1948 году Гойтейн начал дело своей жизни — работу над документами Каирской генизы, ставших основой его обобщающего исторического труда «Средиземноморское общество» (1976). В этой генизе, обнаруженной в Старом Каире, были найдены тысячи документов и корреспонденция, относящиеся к огромному историческому периоду с IX по XIX век.
Письма и документы, написанные евреями, традиционно начинавшиеся со слов «С Божьей помощью», отражали все аспекты их повседневной жизни в странах Северной Африки и на границах Средиземноморья. Среди документов было много писем торговцев, плававших в Европу, Аравию и даже Индию. Большинство частных писем было написано по-арабски ивритскими буквами. После расшифровки этих документов Гойтейн смог достаточно чётко реконструировать многие аспекты жизни евреев в Средние века в странах Средиземноморья. Хотя эти документы были написаны евреями, они также отражали жизнь окружавших их мусульман и христиан не только в странах, граничащих с районом Средиземного моря, но и в странах далеко за его пределами. Их исследование позволило получить новые данные о всей истории Средних веков.

## Награды и признание
Многие университеты присудили Гойтейну почетные научные степени. Он награждён стипендией Гуггенхайма в 1965 году, «Харви» в 1980 году, и «грантом гения» фонда Макартуров в 1983 году.

## Переписка со Шмуэлем Агноном
В 2008 году дочерью Агнона, Аялой Гордон, была опубликована многолетняя переписка между Гойтейном и Агноном, лауреатом Нобелевской премии в области литературы 1966 года. Гойтейн был частным преподавателем арабского языка жены Агнона, Естер в то время, когда она училась во Франкфуртском университете. После переезда Гойтейна в Иерусалим, она и Агнон стали его близкими друзьями. Большая часть писем относится к периоду с середины 1950-х, после отъезда Гойтейна из Израиля, который Агнон сильно критиковал.

## Опубликованные работы
- A Mediterranean Society: The Jewish Communities of the Arab World as Portrayed in the Documents of the Cairo Geniza, Vol. I: Economic Foundations, University of California Press (September 1, 2000), ISBN 0-520-22158-3
- A Mediterranean Society: The Jewish Communities of the Arab World as Portrayed in the Documents of the Cairo Geniza, Vol. II: The Community, 1967
- A Mediterranean Society: The Jewish Communities of the Arab World as Portrayed in the Documents of the Cairo Geniza, Vol. III: The Family, ISBN 0-520-22160-5
- A Mediterranean Society: The Jewish Communities of the Arab World as Portrayed in the Documents of the Cairo Geniza, Vol. IV: Daily Life, ISBN 0-520-22161-3
- A Mediterranean Society: The Jewish Communities of the Arab World as Portrayed in the Documents of the Cairo Geniza, Vol. V: The Individual, ISBN 0-520-22162-1
- A Mediterranean Society: The Jewish Communities of the Arab World as Portrayed in the Documents of the Cairo Geniza, Vol. VI: Cumulative Indices, ISBN 0-520-22164-8
- The Land of Sheba: Tales of the Jews of Yemen, 1947
- Religion in a Religious Age, June 1996
- Jews and Arabs: Their Contact Through the Ages, 1955
- Евреи и арабы — их связь на протяжении веков Ш. Д. Гойтен «Гешарим» Иерусалим 5762, «Мосты культуры» Москва, 2001 (ISBN 5-93273-024-2)
- Letters of Medieval Jewish Traders
- Jews and Arabs: A Concise History of Their Social and Cultural Relations
- India Traders of the Middle Ages: Documents From the Cairo Geniza (ISBN 978-90-04-15472-8), 2008 (также известная как «India Book»)
- Еврейская традиция в исламе
- Фактическое и юридическое положение евреев при арабском исламе